# 송풍초등학교
송풍초등학교는 대한민국 전북특별자치도 진안군에 있는 공립 초등학교이다.

## 학교 연혁
- 1961년 4월 1일 송풍초등학교 인가
- 1983년 3월 10일 송풍초등학교 병설유치원 인가
- 1998년 2월 19일 용담중학교 이전(송풍초등학교)
- 1998년 3월 1일 용담초등학교 폐교로 합병
- 2010년 2월 12일 제49회 졸업
- 2010년 3월 1일 유치원 1학급, 송풍초 6학급 편성
- 2014년 9월 1일 제24대 송인순 교장선생님 부임, 유치원 1학급, 송풍초 6학급 편성

## 참고 자료
- 송풍초등학교 - 한국교육학술정보원 학교알리미